# Hvítserkur
Hvítserkur (pronúncia em islandês: [ˈkʰvitˌsɛr̥kʏr̥], também em âmbito regional [-ˌsɛrkʰʏr̥]) é uma imponente formação rochosa de basalto, com 15 metros de altura, que se ergue na costa leste da península de Vatnsnes, no noroeste da Islândia.

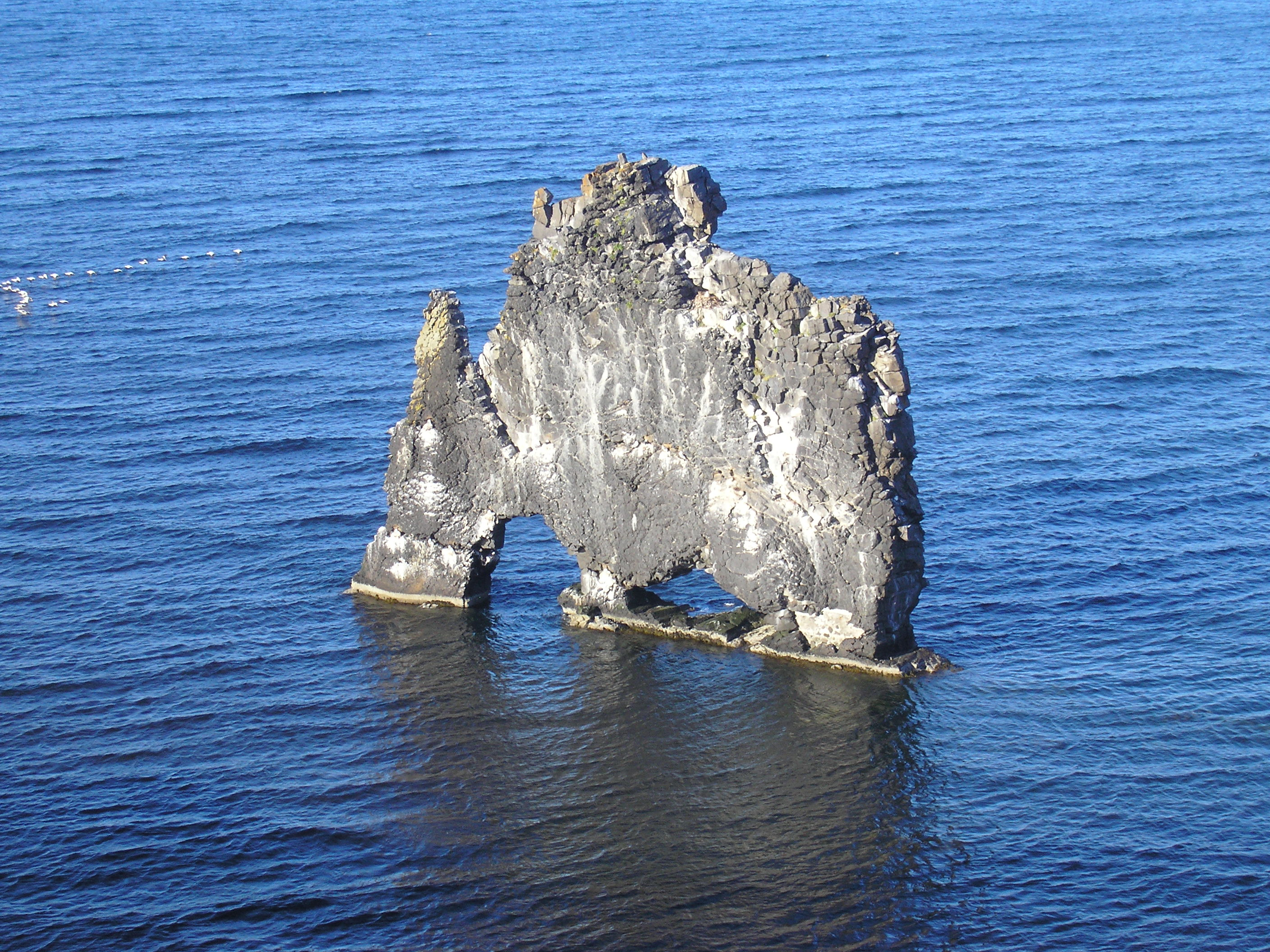
Hvítserkur, a imponente formação rochosa no meio do mar.

A rocha possui duas cavidades na base, que lhe conferem a aparência de um dragão a sorver água. A base da rocha foi cimentada para resistir à erosão marinha.
Hvítserkur é o lar de diversas espécies de aves, como gaivotas e fulmares, que cobrem suas rochas com guano branco. Por isso, seu nome significa "camisa branca" em islandês.